# ウォン ウィンツァン
ウォン・ウィンツァン（黄 永燦、Wong WingTsan、1949年 - ）は日本・神戸市出身のピアノ奏者、作曲家。

## 経歴
1949年、香港出身の父と日中のハーフの母との間に神戸で誕生。イギリス国籍。東京音楽大学作曲科中退。19歳よりプロ活動を開始し「江夏健二」としてジャズを演奏、ライブハウスを中心に活動した。その後スタジオ・ミュージシャンを経て、即興演奏を取り入れたニューエイジ・ミュージック、ヒーリング・ミュージックに取り組み成功を収めた。“瞑想のピアニスト”と呼ばれている。
NHKテレビ「にっぽん紀行」のテーマ曲「旅のはじめに」、Eテレ「こころの時代」テーマ曲などの演奏でも知られている。